# Théodore Lefebvre
Pour les articles homonymes, voir Lefebvre.
Théodore Lefebvre, né le 23 février 1889 à Croix (Nord) et mort le 3 décembre 1943 à Wolfenbüttel en Allemagne, est un géographe et résistant français. Il est le frère de Georges Lefebvre (spécialiste de la Révolution française) et l'oncle de Robert Laurent (historien des vignerons de la Côte-d'Or).

## Biographie
Théodore Lefebvre fit ses études à Lille. Licencié d'histoire-géographie en 1912, il fut reçu à l'Agrégation d'histoire-géographie en 1914.
Mobilisé en août 1914 au 43e régiment d’infanterie comme 2e classe, promu sergent en janvier 1915, il fut grièvement blessé le 15 décembre 1916 par des éclats de grenade et cité à l’ordre de son régiment. Versé dans les services auxiliaires par la commission de réforme de Bordeaux en novembre 1917, il fut placé en sursis comme professeur au lycée de Pau (Basses-Pyrénées, Pyrénées-Atlantiques) à partir du 28 janvier 1918. Il obtint une pension d’invalidité permanente de 35% en 1927.
Après la guerre, il épousa en avril 1919 Germaine Collin, née le 22 mai 1895 à Golbey (Vosges), avec laquelle il eut deux fils.
En 1933, il soutint à Paris sous la direction d'Albert Demangeon son doctorat d'État en géographie intitulé : Les modes de vie dans les Pyrénées atlantiques orientales.
Professeur d'histoire-géographie aux lycées de Pau et de Bordeaux (1918), au lycée français de Constantinople et à la Faculté des lettres de Constantinople, puis au lycée d'Amiens (1930-1931), et au lycée Charlemagne à Paris (1931 à 1933), il devient titulaire en 1933 d'une chaire de maître de conférences à la Faculté des lettres de l'université de Poitiers, puis d'une chaire de professeur d'université en 1937. Directeur de l'Institut de géographie de Poitiers, il est en 1940 le président-fondateur du Groupe poitevin d'études géographiques.
Avec son épouse Germaine, ils s'engagent tôt dans la Résistance, en particulier dans le réseau Louis Renard. Il est arrêté et déporté en Allemagne où il est décapité le 3 décembre 1943 à la prison de Wolfenbüttel.
En hommage à sa mémoire, la bibliothèque du département de géographie de l'université de Poitiers, où il avait enseigné de 1933 à 1943, porte son nom.

## Décoration
- Médaille de la Résistance française à titre posthume (22 février 1959)[5]

## Principales publications
- Les Modes de vie dans les Pyrénées atlantiques orientales, Paris, Armand Colin, 1933, 777-XXXIV p. (thèse d'État)
- la Pologne, Saint-Maixent, s. n., 1935, 28 p.
- « Remarques à propos de la classification des climats » in Actes du Congrès international de géographie de Varsovie de 1934, Varsovie, s. n., 1936, p. 269-284
- « Quelques aspects des modes de vie dans la Pologne occidentale » in Mélanges d'orientalisme et de géographie offerts à E. F. Gautier, Tours, Impr. Arrault, 1937, p. 307-331
- « Le relief des Pyrénées entre Saint-Pé-sur-Nivelle et Elizondo » in Société des sciences, lettres, arts & études régionales de Bayonne, 1926 (3 & 4), p. 237-244, Bayonne, SslaB, 1926